# Бутано-украинские отношения
Бутано-украинские отношения — двусторонние международные отношения между Украиной и Бутаном. Между двумя странами ещё не установлены дипломатические отношения, что в определенной степени осложняет оказание консульской и правовой помощи гражданам Украины на территории Бутана.

## История
Бутан поддержал резолюцию Генеральной Ассамблеи ООН 68/262 2014 года, которая осуждала нарушение территориальной целостности Украины.
С 26 по 28 ноября 2018 года Игорь Полиха, посол Украины в Республике Индия, совершил рабочий визит в Королевство Бутан. В рамках визита он встретился с недавно назначенным министром иностранных дел Бутана Танди Дорджи (членом кабинета министров Лотая Церинга, образованного 7 ноября 2018) и секретарём Министерства иностранных дел Бутана (послом) С.Цонг. Стороны обсудили вопросы установления дипломатических отношений между Украиной и Бутаном, а также перспективные направления сотрудничества, в частности, в сферах туризма и образования. Особое внимание было уделено сотрудничеству в рамках Организации Объединенных Наций и других международных организаций. Он также встретился с директором Совета по туризму Бутана и секретарём Министерства образования Бутана, они обсудили возможности сотрудничества в определённых направлениях.
Во время вторжения России на Украину в 2022 году, бутанский министр иностранных дел Танди Дорджи заявил, что министерство изучает и оценивает последствия войны для Бутана, а также сообщил, что на Украине нет бутанцев. В статье радиовещательной службы Бутана также отмечалось, что «по мере того, как бушует ужасающая война, миллионы людей посылают молитвы и поддержку со всего мира, включая Бутан». 2 марта 2022 года Министерство иностранных дел объявило, что хотело бы попросить любого бутанца, оказавшегося на Украине или России, связаться с должностными лицами в бутанском посольстве в Брюсселе для получения любой помощи. Бутан также поддержал резолюцию Генеральной Ассамблеи ООН ES-11/1, которая осуждала российское вторжение. Дома Церинг, представитель Бутана при ООН, призвала уважать суверенитет, независимость и территориальную целостность Украины, и заявила, что глубоко обеспокоена эскалацией конфликта на Украине, добавив, что даже Бутан, расположенный в 1000 милях от войны, может почувствовать отголоски конфликта. «Угроза или применение силы и акты агрессии против другого суверенного государства никогда не могут быть приняты. Мы не можем мириться с односторонним перекраиванием международных границ», — заявила Церинг в своем выступлении в Генеральной Ассамблее ООН. Бутан выразил сожаление в связи с растущем числе жертв и гибелью гражданских людей в результате кризиса на Украине. Это стало одним из редких случаев, когда Бутан, чья внешняя политика и политика безопасности определяются Индией, не голосовал вместе с Индией по международному вопросу, а занял свою собственную независимую позицию. Министр экономики Локнатх Шарма отметил, что украинский кризис может нарушить цепочку поставок и повлиять на спрос на международном рынке, что окажет влияние и на Бутан.
Обе страны входят во многие международные организации, среди них: Интерпол, Международный олимпийский комитет, Межпарламентский союз, Международный союз электросвязи, ООН, ЮНКТАД, ЮНЕСКО, ЮНИДО, ЮНИСФА, Всемирная таможенная организация, ВОЗ, Всемирная организация интеллектуальной собственности, Всемирная метеорологическая организация.

## Туризм
Из-за пандемии COVID-19 2019 года путешествие между странами было ограничено. 
|                      | 2008  | 2009  | 2010  | 2011  | 2012  | 2013  | 2014  | 2015  | 2016  | 2017  | 2018  |
| -------------------- | ----- | ----- | ----- | ----- | ----- | ----- | ----- | ----- | ----- | ----- | ----- |
| С Украины в Бутан    | 224   | 184   | 328   | 528   | 840   | 928   | 1 064 | 1 240 | 1 680 | 2 040 | 2 192 |
| Из Бутана на Украину | 2 545 | 2 080 | 2 120 | 2 142 | 2 301 | 2 467 | 1 271 | 1 243 | 1 333 | 1 423 | 1 410 |

## Торговые отношения
| Год  | Экспорт из Бутана на Украину                            | Экспорт с Украины в Бутан                                             |
| ---- | ------------------------------------------------------- | --------------------------------------------------------------------- |
| 1996 | Резиновые ремни (28.5$ тыс.)                            | —                                                                     |
| 2006 | Изолированный провод (29$)                              | —                                                                     |
| 2008 | —                                                       | Электрические обогреватели, разливочные машины и др. (113$ тыс.)      |
| 2009 | —                                                       | Центрифуги (2.42$ тыс)                                                |
| 2010 | Шариковые подшипники, трансмиссии, гребные винты (788$) | Сушёные бобы, запчасти (30.3$ тыс.)                                   |
| 2011 | Базовые детали металлорежущих станков (729$)            | —                                                                     |
| 2012 | Ферросплавы (148$ тыс.)                                 | Уголь в брикетах (148$ тыс.)                                          |
| 2013 | Пластамасса (174$)                                      | Сушенные бобы (34.5$ тыс.)                                            |
| 2014 | Ферросплавы (363$ тыс.)                                 | —                                                                     |
| 2017 | —                                                       | Сушённые бобы (6.07$ тыс)                                             |
| 2019 | Одежда, мебель (20$)                                    | —                                                                     |
| 2020 | Железо, сталь, бумага, картон (1 382$)                  | Электронное оборудование и различное другое оборудование (9.88$ тыс.) |

## Визовая политика
- Гражданам Украины необходима виза для посещения Бутана, при этом необходимо заранее получить одобрение визы от компетентных органов страны (Совет по туризму или Министерство иностранных дел Бутана). Визовый сбор составляет $40. США. Желающие посетить Бутан с туристическими целями обязаны выдавать визы исключительно через туристических операторов или их представителей, уполномоченных Советом по туризму страны. Туристические визы выдаются на срок до 15 дней. Владельцы дипломатических и служебных паспортов освобождаются от уплаты визового сбора[1].
- Подданным Бутана необходима виза для посещения Украины[17].

## Дипломатические представительства
- Бутан не представлен на Украине ни на каком уровне[18].
- Украина не имеет посольства или консульства в Бутане, но украинское посольство и консульство в Индии представляет интересы Украины и в Бутане[19][20].